# Erebia erynisocellata
Erebia erynisocellata är en fjärilsart som beskrevs av Ruggero Verity 1953. Erebia erynisocellata ingår i släktet Erebia och familjen praktfjärilar. Inga underarter finns listade i Catalogue of Life.